# Route nationale 135
Pour les articles homonymes, voir N135 et Route 135.
La route nationale 135, ou RN 135, est une route nationale française reliant Bar-le-Duc à Ligny-en-Barrois, dans le Nord-Est de la France. Ce tronçon appartenait auparavant à la RN 66.
Elle fait aujourd'hui l'objet d'un doublement (au moins) partiel.
Avant la réforme de 1972, une autre route nationale - également appelée RN 135 - reliait Barcelonne-du-Gers à Sainte-Marie de Campan, dans le Sud-Ouest de la France. Elle a été déclassée en RD 935 sur la totalité de son tracé. Entre Nouilhan et Bazet, un nouveau tracé évitant les traversées d'agglomérations a été ouvert. L'ancien tracé est devenu la RD 835.
Le décret du 5 décembre 2005 ne prévoit pas le déclassement de la RN 135 actuelle.

## Tracé actuel de Bar-le-Duc à Ligny-en-Barrois
Les principales communes traversées sont :
- Bar-le-Duc
- Longeville-en-Barrois
- Tannois
- Tronville-en-Barrois
- Velaines
- Ligny-en-Barrois

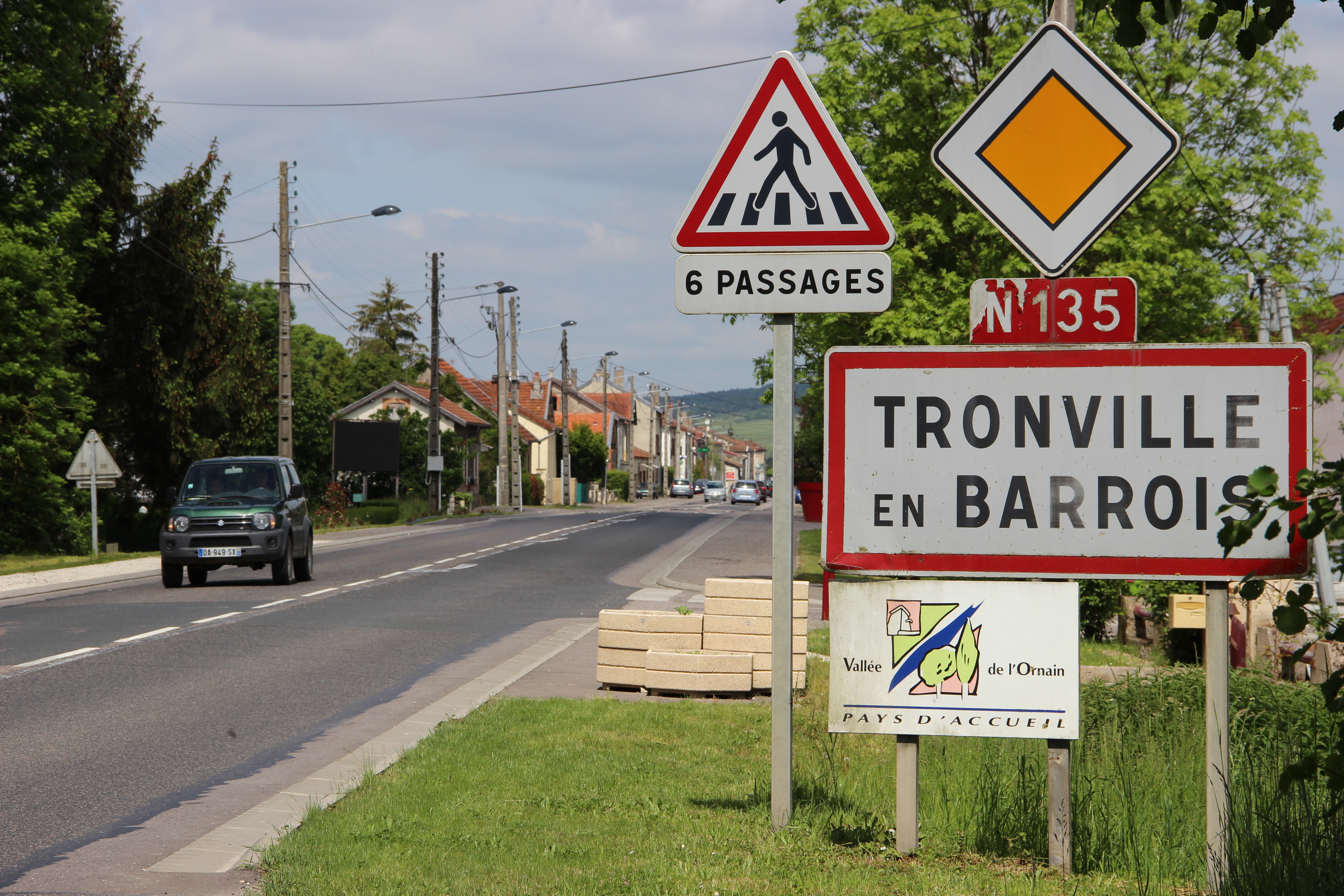
La RN 135 à Tronville-en-Barrois (Meuse).
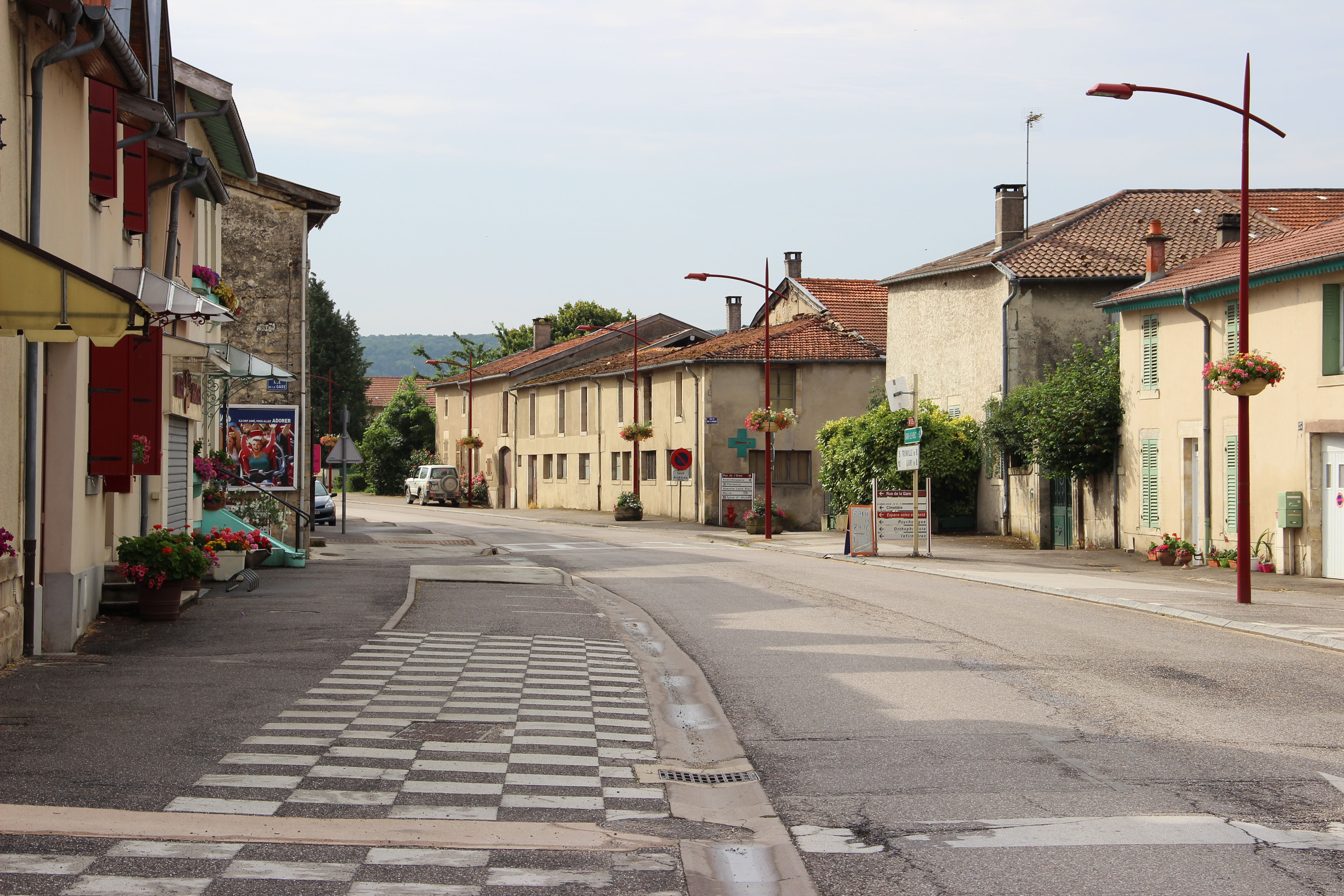
La RN 135 à Longeviile-en-Barrois.

## Ancienne route nationale 135

### Ancien tracé de Barcelonne-du-Gers à Tarbes (D 935)
Les principales communes traversées sont :
- Barcelonne-du-Gers (km 0)
- Saint-Germé (km 8)
- Riscle (km 15)
- Cahuzac-sur-Adour (km 21)
- Maubourguet (km 41)
- Nouilhan (km 46)
- Vic-en-Bigorre (km 51)
- Pujo (km 56)
- Andrest (km 58)
- Bazet (km 62)
- Tarbes (km 69)

### Ancien tracé de Tarbes à Sainte-Marie-de-Campan (D 935)
Les principales communes traversées sont :
- Tarbes (km 69)
- Laloubère (km 72)
- Horgues (km 74)
- Momères (km 76)
- Saint-Martin (km 78)
- Montgaillard (km 82)
- Trébons (km 85)
- Pouzac (km 87)
- Bagnères-de-Bigorre (km 90)
- Beaudéan (km 94)
- Campan (km 96)
- Sainte-Marie de Campan (km 101)